# Олин, Валериан Николаевич
Валериа́н Никола́евич О́лин (ок. 1788/90 — 1841) — русский писатель

, поэт, журналист, переводчик, издатель.

## Биография

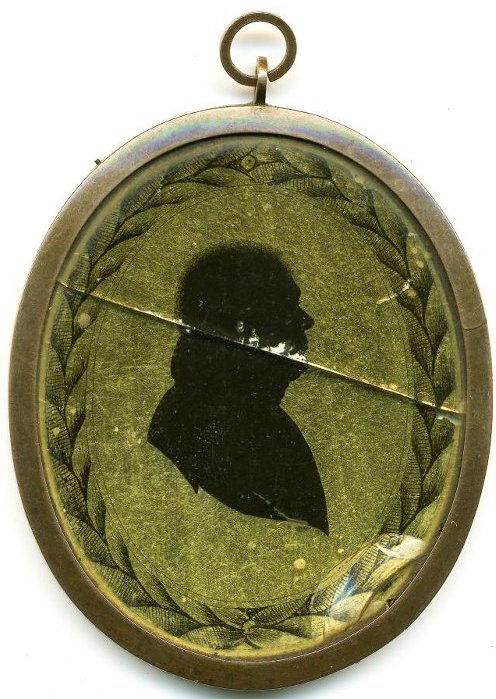
Портрет Н. М. Олина, кон.1790-х - 1800-е гг.

Из дворян. Сын тобольского вице-губернатора Николая Михайловича Олина. Первоначальное образование получил в местном народном училище. Поступив в 1802 году на службу канцеляристом, он, несмотря на прилагаемые усилия, за всю свою жизнь так и не сумел выбиться из числа мелких чиновников. Служил в министерстве финансов, был преподавателем словесности в университетском пансионе.
Состоял членом «Беседы любителей русского слова». С 1820 года входил в Вольное общество любителей российской словесности.
Издатель «Журнала древней и новой словесности» (1818-9), литературно-критических газет «Рецензент» (1821) и «Колокольчик» (1831), альманаха «Карманная книжка для любителей русской старины и словесности» (1829—1832), в которых печатались П. А. Вяземский, Ф. Н. Глинка, Н. И. Гнедич, В. В. Капнист, И. А. Крылов, А. С. Пушкин, О. М. Сомов, А. А. Шаховской и др.
Оказывал помощь В. В. Капнисту в переводах древних книг, И. М. Муравьёву-Апостолу в изучении античных источников.

## Творчество
Печатался с 1809 года. Автор стихов, драм, прозаических сочинений. Произведения Олина (в том числе переводы из Т. Мура, В. Скотта, Ф. Шиллера, Ламартина, Виланда, Гёте и др.) печатались в альманахах «Полярная звезда», «Невский альманах», в журналах «Сын Отечества», «Московский телеграф» и др.
С 1813 года стал публиковать свои первые переводы произведений античных авторов, напечатал вольный перевод поэмы «Сражение при Лоре» Оссиана, в 1814—1819 годах вышли его переводы нескольких антологических стихотворений, переводов поэзии Горация, прозы Овидия и сочинений римских историков и ораторов.
В историю литературы вошел как писатель весьма скромных дарований, но чрезвычайно усердный и плодовитый, объект иронии и анекдотов в самых разных литературных кругах 1810—1840-х гг.
По выражению Кюхельбекера — «горе-богатырь в русской поэзии», Олин был лишен всякого таланта, но отличался необыкновенной плодовитостью. Он переводил и переделывал Горация, Оссиана, Байрона, писал фантастические рассказы в духе Э. Гофмана и Вашингтона Ирвинга, печатал критические статьи, перевел множество книг разнообразного содержания.
Постоянно нуждаясь в деньгах, спускался и до приемов льстивого и раболепного одописца. Так например, в 1832 году он перевел с английского «Записки о России» Вильямса, посвятив их графу А. А. Аракчееву «из благоговения перед его гражданскими доблестями и прямой любовью к отечеству» и сочинив при этом к портрету графа подобострастные стихи.
Отдельно напечатал: «Сокращенный памятник Российского Законодательства» (1829), «Карманную книжку для любителей русской старины и словесности на 1829 г.» и др.
Писателю, не имевшему успеха на литературном поприще, не везло в отношениях с цензурой. В 1818 году была уничтожена его брошюра «Письма о сохранении и размножении русского народа Ломоносова». Вслед за этим ему было запрещено заниматься переводами иностранных изданий. Вскоре последовал полицейский выговор за выраженное автором недовольство цензурным постановлением о запрете его стихотворения «Стансы к Элизе». В 1832 году был запрещен роман Олина «Эшафот, или Утро вечера мудренее» из эпохи Анны Иоанновны. Даже «Картина восьмисотлетия России» (СПб., 1833) за излишние похвалы Николаю I удостоилась личного неодобрения императора.
Один из немногих писателей, пытавшихся жить литературным трудом, В. Олин прожил и кончил жизнь в крайней нищете.
Произведения В. Олина долгое время не переиздавались. Но в 1989 году его рассказ «Странный бал» вошёл в антологию «Русская романтическая новелла», вышедшую в серии «Классики и современники». И с тех пор не раз переиздавался в сборниках готической и таинственной литературы.

## Избранные произведения
- Возвращение славянской царицы Доброславы. СПб., 1826;
- Рассказы на станции. СПб., 1839;
- Странный бал, 1838;
- Изяслав и Владимир (трагедия в стихах)